# NGC 495
NGC 495 je čočková galaxie v souhvězdí Ryb. Její zdánlivá jasnost je 13,0m a úhlová velikost 1,20′ × 0,8′. Je vzdálená 191 milionů světelných let, průměr má 65 000 světelných let. Je největším členem skupiny galaxií LGG 24, skupiny galaxií galaxie NGC 499. Galaxii objevil 12. září 1784 William Herschel.

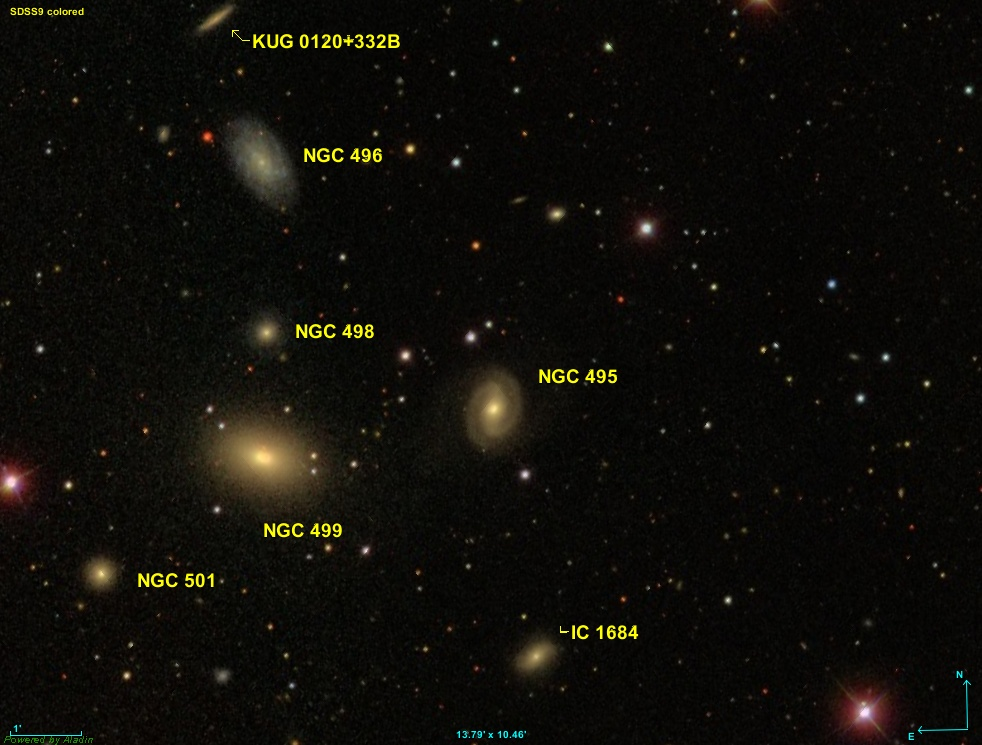
NGC 495 s NGC 496, NGC 498, NGC 499, NGC 501, IC 1684 (SDSS)